# Ebastină
Ebastina este un antihistaminic H1 derivat de piperidină, de generația a 2-a, fiind utilizat în tratamentul diferitelor alergii, precum rinita alergică și urticaria cronică idiopatică. Molecula a fost patentată în anul 1983 și a fost aprobată pentru uz medical în 1990.

## Utilizări medicale
Ebastina este utilizată ca tratament simptomatic în alergii:
- Rinită alergică, febra fânului
- Urticarie

## Reacții adverse
Fiind un antihistaminic H1 de generația a 2-a, produce foarte rar sedare și somnolență.